# Iuye
Iuye, Iwye o Ivye (bielorruso: І́ўе; ruso: И́вье; polaco: Iwje; yidis: איוויע Ivye; lituano: Yvija) es una ciudad subdistrital de Bielorrusia, capital del distrito homónimo en la provincia de Grodno.
En 2017 tenía una población de 7630 habitantes.
Se ubica al norte de la carretera M6, a medio camino entre la capital provincial Grodno y la capital nacional Minsk. Al sur de Iuye sale la carretera P5, que lleva a Baránavichi; al norte, la P48 a Ashmiany; y al oeste, la P135 que lleva a Radun.

## Historia
Se conoce la existencia del pueblo en documentos desde el siglo XV, cuando pertenecía a Petras Mantigirdaitis. En el siglo XVI era un pequeño pueblo habitado por socinianos, hasta que en 1598 se asentaron colonos tártaros de Lipka y en 1600 se abrió un monasterio cisterciense. En la partición de 1795 se integró en el Imperio ruso, donde fue sede de una vólost en el uyezd de Ashmiany.
En 1921 se integró en la Segunda República Polaca, que le dio el estatus de miasteczko, hasta que en 1939 pasó a formar parte de la RSS de Bielorrusia, que en 1940 le dio el estatus de capital distrital y lo clasificó como asentamiento de tipo urbano. En 1942, los invasores alemanes crearon un gueto aquí para asesinar a los judíos de la zona, pero se evitó la muerte de numerosos habitantes mediante una peligrosa operación de rescate dirigida por los hermanos Bielski, guerrilleros judíos que se habían refugiado en los bosques de los alrededores. Adoptó el estatus de ciudad subdistrital en el año 2000.